# Bedford Park Boulevard – Lehman College
Bedford Park Boulevard – Lehman College – stacja początkowa metra nowojorskiego, na linii 4. Znajduje się w dzielnicy Bronx, w Nowym Jorku i zlokalizowana jest pomiędzy stacjami Mosholu Parkway i Kingsbridge Road. Została otwarta 15 kwietnia 1918.